# Schweizer Schule Rom
Die Schweizer Schule Rom ist eine internationale Schule mit Schweizer Pädagogik und führt zur schweizerischen Matura. Zudem ist die Durchlässigkeit zum italienischen Bildungssystem von Kindergarten bis Gymnasium garantiert. Die Maturanden sind zweisprachig in Deutsch und Italienisch. Das Gymnasium gliedert sich in zwei Profile: die Lernenden wählen zwischen dem Schwerpunktfach Wirtschaft und Recht und dem Schwerpunktfach Physik und Anwendungen der Mathematik.

## Geschichte und Trägerschaft
Die Schule wurde 1946 durch die Mitglieder der Schweizer Gemeinde in Rom gegründet, die nach dem Zusammenbruch des  italienischen Faschismus nach einer geeigneten und zukunftssicheren Ausbildungsmöglichkeit für ihre Kinder suchten. Sie gehört zu den derzeit 18 Schweizerschulen im Ausland, die sich im Dachverband Educationsuisse zusammengeschlossen haben. Sie ist sowohl in der Schweiz als auch in Italien offiziell anerkannt.
Die Schule ist politisch und konfessionell neutral. Das Schweizer Innenministerium übt durch das Bundesamt für Kultur die finanzielle Oberaufsicht aus, der Kanton St. Gallen ist als Patronatskanton für die Pädagogik und die Lehrpläne verantwortlich. Der Verein „Schweizer Schule Rom“ bildet die private Trägerschaft der Schule. Die Vereinsmitglieder wählen alle drei Jahre einen Verwaltungsrat, der – zusammen mit der Direktion – die strategische Führung der Schule innehat.

## Abschlüsse
Bildungsziel aller Lernenden ist die Schweizer Maturitätsprüfung. Sie bietet Zugang zu allen Hochschulen und Universitäten in der Schweiz, ist im Hinblick auf die Immatrikulation an Hochschulen und Universitäten in Italien dem italienischen Esame di Stato gleichgestellt und eröffnet den Zugang zu allen Universitäten der Europäischen Union.
Zusätzlich bietet die Schule ihren Schülerinnen und Schülern Passerellen zum italienischen Schulsystem. Die Schülerinnen und Schüler legen am Ende der Primarschule das „esame di idoneità“ (esame di idoneità al termine del quinto anno di scuola primaria, ai fini dell’ammissione al successivo grado d’istruzione) und am Ende der Sekundarschule die „licenza media“ (esame di Stato conclusivo del primo ciclo d’istruzione) ab.

## Pädagogische Grundsätze
Das Grundkonzept der Schule geht auf Johann Heinrich Pestalozzi zurück: Lernen mit Kopf, Herz und Hand. Die Schule ermutigt die Heranwachsenden, ihre Selbständigkeit, ihren Sinn für Verantwortung, ihre Sozialkompetenzen und ihr kritisches Denken zu entwickeln, und stellt dabei Werte wie gegenseitige Achtung, Solidarität und Toleranz in den Mittelpunkt der pädagogischen Arbeit.
Die Schweizer Schule Rom ist eine Begegnungsschule, die einerseits von der deutschen Unterrichtssprache und den Lehrplänen des Kantons St. Gallen, andererseits aber auch von der Kultur des Gastlandes Italien und der kulturellen Vielfalt der Schulgemeinschaft geprägt ist, in der sich rund zwanzig verschiedene Nationalitäten begegnen.

## Unterrichtssprachen
Vom Kindergarten an wachsen die Schülerinnen und Schüler auf natürliche Weise in die deutsche Sprache hinein, die in den folgenden Schulstufen die Hauptsprache darstellt. In der Primarschule haben die Kinder von Anfang an zusätzlich Italienisch, um den Zielen des italienischen Bildungssystems Rechnung zu tragen. Ab dem dritten Schuljahr werden diese beiden Sprachen durch das Fach Englisch ergänzt.
In der Sekundarschule tritt im sechsten Schuljahr Französisch als vierte Sprache hinzu, im Gymnasium können die Schülerinnen und Schüler ab dem neunten Schuljahr zusätzlich das Fach Latein belegen.

## Ehemaligenverein
Anlässlich des 75-Jahr-Jubiläums wurde ein Ehemaligenverein gegründet mit dem Ziel, die Alumni der Schweizer Schule Rom miteinander zu vernetzen.